# Tatsuya Masushima
Tatsuya Masushima (増嶋 竜也, Masushima Tatsuya) est un footballeur japonais né le 22 avril 1985. Il évolue au poste de défenseur.

## Biographie
Tatsuya Masushima participe avec le Japon à la Coupe d'Asie des nations des moins de 19 ans 2004 puis à la Coupe du monde des moins de 20 ans 2005.

## Palmarès
- Vainqueur de la Coupe de la Ligue japonaise en 2004 avec le FC Tokyo
- Champion du Japon en 2011 avec le Kashiwa Reysol
- Vainqueur de la Supercoupe du Japon en 2012 avec le Kashiwa Reysol